# Grupo Desportivo Torre de Moncorvo
El GD Torre de Moncorvo es un equipo de fútbol de Portugal que juega en la Liga Regional de Bragança, una de lasligas regionales que conforman la cuarta división de fútbol en el país.

## Historia
Fue fundado el 1 de mayo de 1967 en la ciudad de Torre de Moncorvo del distrito de Braganza y cuenta con 13 temporadas en la desaparecida Tercera División de Portugal y ha participado en más de 20 ocasiones en la Copa de Portugal, donde en dos de ellas alcanzó la cuarta ronda.
El club logra el ascenso al Campeonato de Portugal por primera vez en su historia debido a que el Águia FC, campeón de la Liga Regional de Bragança, rechazó el ascenso de categoría.

## Palmarés
- Liga Regional de Bragança: 8

1968/69, 1971/72, 1973/74, 1987/88, 1990/91, 1998/99, 2010/11, 2013/14
- Copa de Bragança: 5

1989/90, 1990/91, 1998/99, 2010/11 2012/13